# ViewPoint
ViewPoint je mrakodrap v Atlantě. Má 36 pater a výšku 146 metrů. Výstavba probíhala v letech 2006 – 2008. Za designem budovy stojí firma The Preston Partnership, LLC. a developerem byla firma Novare Group. V prvních dvou patrech je obchodní pasáž a ve zbylých patrech je 400 bytů.